# Lavergne (Lot-et-Garonne)
Lavergne település Franciaországban, Lot-et-Garonne megyében. Lakosainak száma 559 fő (2022. január 1.). Lavergne Bourgougnague, Laperche, Armillac, Miramont-de-Guyenne, Montignac-de-Lauzun, Saint-Colomb-de-Lauzun, Saint-Pardoux-Isaac és Tombebœuf községekkel határos.

## Népesség
A település népességének változása:
| Lakosok száma | 543  | 549  | 572  | 618  | 599  | 594  | 593  | 574  | 564  | 559  |
|               | 1968 | 1982 | 1990 | 2006 | 2013 | 2015 | 2017 | 2019 | 2020 | 2022 |